# Meister Pippin

Meister Pippin ist eine biographische Erzählung des Predigers Franz Eugen Schlachter (1859–1911), die zuerst in seiner Zeitschrift Brosamen von des Herrn Tisch als Fortsetzungsgeschichte und dann 1898 als Büchlein in Schlachters Verlag der „Brosamen“ veröffentlicht wurde. Es ist die Geschichte des Schuhmachers Anton Hippin. Sie beginnt im Jahre 1820 und berichtet den Lebensweg eines Schuhmachergesellen aus dem Schwarzwald, der auf seiner Wanderschaft die Erziehungsanstalt Christian Heinrich Zellers in Beuggen kennenlernt und somit das erste Mal mit dem lebendigen Glauben in Verbindung kommt. Er kommt dann auch nach Avignon in Frankreich, von wo aus er auch die Cevennen besucht und von Cyprian Vignes, dem Heiler der Kranken, etwas erfährt. Es ist die Geschichte eines gläubigen Wandergesellen, der nach einem bewegten Leben geistlich und menschlich zur Ruhe kommt.